# Zéguédéguin (departamento)
Zéguédéguin es un departamento de la provincia de Namentenga, en la región Centro-Norte, Burkina Faso. A 1 de julio de 2018 tenía una población estimada de 30 635 habitantes.
Se encuentra ubicado cerca del río Volta Blanco y al noreste de la capital del país, Uagadugú.